# Шу (царство)

Шу (кит. трад. 蜀漢, упр. 蜀汉, пиньинь Shǔ Hàn, палл. Шу Хань) — одно из трёх царств Эпохи Троецарствия Китая, существовавшее в 221—263 годах.

## Основание Шу
Основателем царства Шу был Лю Бэй (劉備), считавший себя продолжателем династии Хань, который выдвинулся благодаря удачным действиям против мятежников во время восстания «жёлтых повязок». После их разгрома он не распустил своих воинских формирований, а решил вступить в борьбу с другими военачальниками за господство над Китаем.
Долгое время Лю Бэю не удавалось овладеть определённой территорией, и он примыкал то к Цао Цао (основателю царства Вэй), то к Юань Шао, то к Лю Бяо. Только в 208 году, после того как армия Лю Бэя (в союзе с армией Сунь Цюаня, основателя царства У) одержала у Чиби важную победу над войсками Цао Цао, Лю Бэй смог занять северную часть Цзинчжоу. Отправившись оттуда на юг, он также овладел городами Улин и Чанша (в провинции Хунань), а затем расширил свои владения вверх по реке Янцзы.
В 214 году Лю Бэй завоевал Инчжоу (см. Завоевание Лю Бэем провинции Ичжоу). В 215 году он сражался против Сунь Цюаня, но потом решил поделить с ним район Цзиньчжоу. В 219 году Лю Бэй смог отнять у Цао Цао Ханьчжун. Таким образом под властью царства Шу оказалась значительная часть бывшей ханьской империи, распавшейся в те годы на три самостоятельные царства.
В 221 году Лю Бэй решил провозгласить себя императором и принял тронное имя Чжаоле (昭烈). Он также назвал своё государство Хань (хотя в истории его царство закрепилось под названием Шу). Столицей Шу стал Чэнду в верховьях Янцзы. В том же году новый император собрал огромное войско и открыл военные действия против своего старого противника Сунь Цюаня (правителя У). Однако в сражении армия Шу была разбита, и Сянь-чжу пришлось отступить ни с чем. В 223 году он умер, а на престол Шу вступил его сын Лю Шань (劉禪) под именем Сяо Хуай-ди (孝懷), известный в источниках как Хоу-чжу (後主 — «последний правитель»).

## Правление Лю Шаня и реформы Чжугэ Ляна
В правление императора Лю Шаня фактическим правителем царства Шу стал политик и полководец Лю Бэя — Чжугэ Лян, занимавший пост чэнсяна (первого министра). С царством У были установлены дружественные отношения. В то же время Чжугэ Лян расширил территорию Шу в юго-западном направлении, — он покорил разные племена, обитавшие на высокогорном плато в провинциях Юньнань, Гуйчжоу и на границах Сычуани и Сикана. Таким образом, Чжугэ Лян укрепил тылы и значительно увеличил людские и материальные ресурсы Шу. В его пределы также стали входить нынешняя провинция Сычуань, южная окраина Шэньси и южный угол Ганьсу. По инициативе Чжугэ Ляна в Шу, как и в царстве Вэй, много внимания уделялось организации и развитию сельского хозяйства. Чжугэ Лян не мог не понимать, что без мощной материальной базы Шу вряд ли сможет победить более сильное и богатое царство Вэй и тогда, в конечном итоге, будет им завоёвано, и поэтому старался сделать всё возможное для подъёма страны.
Однако после смерти Чжугэ Ляна ему не нашлось достойного преемника, а неспособный к правлению Лю Шань довёл государство до того, что страна фактически распалась на две части — северную (граничащую с царством Вэй) и относительно безопасную южную, связанных между собой лишь формальной властью Лю Шаня. Власть над югом страны полностью перешла в руки дворцовых евнухов и придворных карьеристов, в то время как на севере страной управлял ученик Чжугэ Ляна Цзян Вэй. Постоянные распри в правящих кругах сильно ослабили Шу и свели на нет все начинания первого чэнсяна. В то время как юг страны богател, север всё больше и больше впадал в разруху. Придворная элита, боясь усиления позиций полководца Цзян Вэя, всеми силами препятствовала его попыткам продолжать дело своего учителя, а результатом подобной политики стали провалы всех военных кампаний против царства Вэй. В 263 году в Шу вторглись войска Вэй под началом полководцев Дэн Ая и Чжун Хуэя. Истощённый беспрерывными войнами север не имел никакой возможности сдержать неприятеля, а богатый юг даже не позаботился о своей защите — когда Дэн Ай и Чжун Хуэй вошли в Сычуань, перед ними открылась богатейшая и процветающая страна, но на свою защиту ей удалось выставить всего несколько тысяч ополченцев из столицы. Император Лю Шань по совету секретаря Цяо Чжоу сдался на милость победителя и с почестями препровождён в Лоян, где ему пожаловали титул Аньлэ-гун (安樂公 Ānlègōng — «князь мира и радости») и позволили удалиться на покой. На этом царство Шу прекратило своё существование.

## Императоры Шу Хань
| Посмертное имя                                         | Личное имя            | Период правления | Девиз правления и годы девиза                                                                                                |
| ------------------------------------------------------ | --------------------- | ---------------- | --- |
| Исторически используется личное имя                    |                       |                  | |
| Чжао Ле-ди 昭烈帝 Zhāolièdì                            | Лю Бэй 劉備 Liú Bèi   | 221—223          | - Чжанъу (章武 Zhāngwǔ) 221—223                                                                                              |
| Хоу Чжу 後主 Hòu Zhǔ или Сяо Хуай-ди 孝懷帝 Xiàohuáidì | Лю Шань 劉禪 Liú Shán | 223—263          | - Цзяньсин (建興 Jiànxīng) 223—237 - Яньси (延熙 Yánxī) 238—257 - Цзинъяо (景耀 Jǐngyào) 258—263 - Яньсин (炎興 Yánxīng) 263 |